# NGC 1462
NGC 1462 é uma galáxia espiral (S) localizada na direcção da constelação de Taurus. Possui uma declinação de +06° 58' 23" e uma ascensão recta de 3 horas, 50 minutos e 23,4 segundos.
A galáxia NGC 1462 foi descoberta em 13 de Setembro de 1864 por Albert Marth.